# The Cascades
The Cascades sono stati un gruppo musicale attivo durante gli anni sessanta e settanta.

## Discografia
- 1963 - Rhythm of the Rain (Valiant Records)
- 1968 - What Goes on Inside (Blossom Records)
- 1969 - Maybe the Rain Will Fall (Uni Records)